# Sibil·la de Fortià
Sibil·la de Fortià, anomenada la Fortiana (o Forciana) (?, vers 1350 - Barcelona, 24 de novembre de 1406), fou reina consort d'Aragó, de València, de Mallorca, de Sardenya i de Còrsega (nominal), duquessa consort d'Atenes i de Neopàtria i comtessa consort de Barcelona, de Rosselló, de Cerdanya i d'Empúries (1377 - 1387). Als textos medievals, el seu nom sovint és escrit com a Sibília de Forcià.

## Ascendència
Sibil·la pertanyia al llinatge dels Fortià, de la baixa noblesa, amb possessions al medi rural empordanès, dins el comtat d'Empúries, del qual eren feudataris.
Genealogia simplificada de Sibil·la de Fortià:
|  |  |                                    |                                    |                                    |                                    |                                    |                                    |                                     |                                     |                                     |                                     |                                     |                                     |  |  |  |  |                    |                    |                    |                    | Bernat (I) de Vilamarí veguer de Lleida †1385 | Bernat (I) de Vilamarí veguer de Lleida †1385 | Bernat (I) de Vilamarí veguer de Lleida †1385 | Bernat (I) de Vilamarí veguer de Lleida †1385 | Bernat (I) de Vilamarí veguer de Lleida †1385       | Bernat (I) de Vilamarí veguer de Lleida †1385       |                                                     |                                                     |                                                     |                                                     |                                  |                                  | Francesca de Palau | Francesca de Palau | Francesca de Palau | Francesca de Palau | Francesca de Palau | Francesca de Palau |  |  |  |  |  |  |
|  |  |                                    |                                    |                                    |                                    |                                    |                                    |                                     |                                     |                                     |                                     |                                     |                                     |  |  |  |  |                    |                    |                    |                    | Bernat (I) de Vilamarí veguer de Lleida †1385 | Bernat (I) de Vilamarí veguer de Lleida †1385 | Bernat (I) de Vilamarí veguer de Lleida †1385 | Bernat (I) de Vilamarí veguer de Lleida †1385 | Bernat (I) de Vilamarí veguer de Lleida †1385       | Bernat (I) de Vilamarí veguer de Lleida †1385       |                                                     |                                                     |                                                     |                                                     |                                  |                                  | Francesca de Palau | Francesca de Palau | Francesca de Palau | Francesca de Palau | Francesca de Palau | Francesca de Palau |  |  |  |  |  |  |
|  |  |                                    |                                    |                                    |                                    |                                    |                                    |                                     |                                     |                                     |                                     |                                     |                                     |  |  |  |  |                    |                    |                    |                    |                                               |                                               |                                               |                                               |                                                     |                                                     |                                                     |                                                     |                                                     |                                                     |                                  |                                  |                    |                    |                    |                    |                    |                    |  |  |  |  |  |  |
|  |  |                                    |                                    |                                    |                                    |                                    |                                    | Berenguer de Fortià donzell †a.1375 | Berenguer de Fortià donzell †a.1375 | Berenguer de Fortià donzell †a.1375 | Berenguer de Fortià donzell †a.1375 | Berenguer de Fortià donzell †a.1375 | Berenguer de Fortià donzell †a.1375 |  |  |  |  |                    |                    |                    |                    |                                               |                                               |                                               |                                               |                                                     |                                                     | Francesca de Vilamarí i de Palau                    | Francesca de Vilamarí i de Palau                    | Francesca de Vilamarí i de Palau                    | Francesca de Vilamarí i de Palau                    | Francesca de Vilamarí i de Palau | Francesca de Vilamarí i de Palau |                    |                    |                    |                    |                    |                    |  |  |  |  |  |  |
|  |  |                                    |                                    |                                    |                                    |                                    |                                    | Berenguer de Fortià donzell †a.1375 | Berenguer de Fortià donzell †a.1375 | Berenguer de Fortià donzell †a.1375 | Berenguer de Fortià donzell †a.1375 | Berenguer de Fortià donzell †a.1375 | Berenguer de Fortià donzell †a.1375 |  |  |  |  |                    |                    |                    |                    |                                               |                                               |                                               |                                               |                                                     |                                                     | Francesca de Vilamarí i de Palau                    | Francesca de Vilamarí i de Palau                    | Francesca de Vilamarí i de Palau                    | Francesca de Vilamarí i de Palau                    | Francesca de Vilamarí i de Palau | Francesca de Vilamarí i de Palau |                    |                    |                    |                    |                    |                    |  |  |  |  |  |  |
|  |  |                                    |                                    |                                    |                                    |                                    |                                    |                                     |                                     |                                     |                                     |                                     |                                     |  |  |  |  |                    |                    |                    |                    |                                               |                                               |                                               |                                               |                                                     |                                                     |                                                     |                                                     |                                                     |                                                     |                                  |                                  |                    |                    |                    |                    |                    |                    |  |  |  |  |  |  |
|  |  |                                    |                                    |                                    |                                    |                                    |                                    |                                     |                                     |                                     |                                     |                                     |                                     |  |  |  |  |                    |                    |                    |                    |                                               |                                               |                                               |                                               |                                                     |                                                     |                                                     |                                                     |                                                     |                                                     |                                  |                                  |                    |                    |                    |                    |                    |                    |  |  |  |  |  |  |
|  |  | * naixement = matrimoni † defunció | * naixement = matrimoni † defunció | * naixement = matrimoni † defunció | * naixement = matrimoni † defunció | * naixement = matrimoni † defunció | * naixement = matrimoni † defunció |                                     |                                     |                                     |                                     |                                     |                                     |  |  |  |  | Sibil·la de Fortià | Sibil·la de Fortià | Sibil·la de Fortià | Sibil·la de Fortià | Sibil·la de Fortià                            | Sibil·la de Fortià                            |                                               |                                               | Bernat de Fortià cavaller conseller del rei †d.1424 | Bernat de Fortià cavaller conseller del rei †d.1424 | Bernat de Fortià cavaller conseller del rei †d.1424 | Bernat de Fortià cavaller conseller del rei †d.1424 | Bernat de Fortià cavaller conseller del rei †d.1424 | Bernat de Fortià cavaller conseller del rei †d.1424 |                                  |                                  |                    |                    |                    |                    |                    |                    |  |  |  |  |  |  |

## Ascens, núpcies i descendència

Armes de la reina

Sibil·la, llavors una jove de gran bellesa però sense cap formació, entrà al servei de la reina Elionor de Sicília, que l'admeté entre les seves dames possiblement arran d'algun viatge reial a l'Empordà. A la cort s'arranjà el seu matrimoni, el 1371, amb Artal de Foces, noble aragonès llavors ja d'edat avançada protegit per Pere III. Artal, de qui no va tenir descendència, morí el 1374 i la reina Elionor el 1375. Aviat, la jove vídua va atreure l'atenció del monarca, aleshores amb 56 anys, i n'esdevingué l'amant.
Els infants fills d'Elionor, Martí i sobretot Joan, el duc de Girona, van veure amb bons ulls que el pare mantingués aquest lligam, que evitava un nou matrimoni i els problemes dinàstics que podria comportar. Però Pere III tenia uns altres plans, que desplagueren profundament el seu hereu quan es van fer realitat. Efectivament, l'anunci del matrimoni dels amants reials conduí a unes tenses relacions entre el rei i el seu hereu, que aviat empitjorarien, hi implicarien Sibil·la i les esposes successives de Joan (Mata d'Armanyac i Violant de Bar), i facilitarien el perillós alineament de poderosos sectors socials i polítics rere cadascun d'aquests.
L'11 d'octubre de 1377, a Barcelona, Sibil·la es casà amb el rei Pere III el Cerimoniós, convertint-se aíxí en la quarta muller del sobirà. Fou una de les tres reines catalanes que va tenir la corona d'Aragó (juntament amb Elisenda de Montcada i Margarida de Prades) i, sobretot, un cas excepcional entre les consorts dels seus monarques, ja que no procedia ni d'una família reial ni de l'alta noblesa.
Del matrimoni de Sibil·la amb Pere III nasqueren:
- l'infant Alfons d'Aragó (1376-1377), comte de Morella, nascut abans del matrimoni i legitimat el 1377. L'existència real d'aquest infant, però, ha estat discutida, ja que no ha pogut ser documentat i només apareix citat a l'apèndix tardà de la Crònica de Pere el Cerimoniós i, seguint-lo, en Zurita.
- la infanta Isabel d'Aragó (1377-1424), casada el 1407 amb el comte Jaume II d'Urgell i àvia del conestable Pere de Portugal.
- l'infant Pere d'Aragó (1378-1379).

## La reina empordanesa
Pere el Cerimoniós s'envoltà després d'aquest casament de nobles empordanesos així com de familiars de Sibil·la (el seu germà Bernat), fet que motivà la desconfiança i l'enemistat d'un bàndol important de la cort -encapçalat per l'hereu Joan (futur Joan I) i la seva segona esposa, la francesa Violant de Bar.

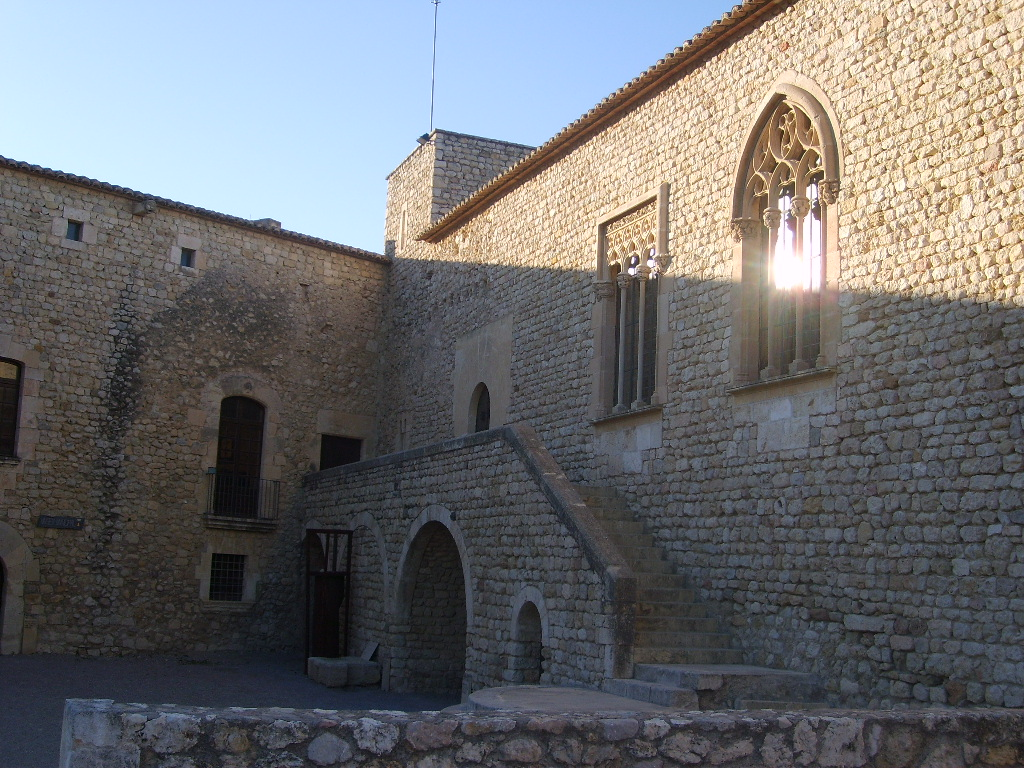
Castell de Sant Martí Sarroca

Amb la mort del rei l'any 1387, Sibil·la, tement la represàlia dels seus fillastres, es va refugiar al castell de Sant Martí Sarroca. Efectivament, Joan I i Violant de Bar ordenaren la seva persecució i aconseguiren assetjar-la al mateix castell de Sant Martí Sarroca. Sense resistència, la reina vídua es lliurà a la nova parella reial.
El suport de la petita noblesa i de la burgesia (sobretot del Consell de Cent de Barcelona, que Pere III li havia procurat), d'alguns nobles destacats com el comte Hug Roger II de Pallars Sobirà o del papa d'Avinyó Benet XIII, impedí que Joan i Violant, i l'alta noblesa, poguessin anar massa lluny en la seva venjança.
Joan I la reclogué durant un temps al castell de Montcada i finalment va poder residir, sota vigilància, a Barcelona. Martí l'Humà millorà les seves condicions de vida i la tractà amb més respecte.
D'aquesta època és l'elogi de Bernat Metge, antic servidor de Joan i Violant que ara, processat, cercava de congratular-se amb el nou monarca amb la seva obra Lo somni (1399):
| « | Qui et poria dar entenent la fortalesa de cor e esforç e gran paciència de la regina dona Sibil·la d'Aragó, e lo gran saber e bon enteniment que ha? Moltes vegades me són meravellat de nostre senyor Déu, com tan virtuós espirit ajustà a cos femení, car digne fóra d'Escipió. | » |

## Mort i enterrament
Sibil·la de Fortià morí a Barcelona el 24 de novembre de 1406.
Per ordre del rei Martí, fou enterrada, amb funerals d'estat, al convent de Sant Francesc de Barcelona (convent de Framenors), lloc tradicional d'enterrament dels reis i reines de la corona d'Aragó a la ciutat. Sibil·la hi ocupà el sepulcre que havia deixat lliure Alfons el Benigne en ser traslladat el 1369 al convent de Sant Francesc de Lleida. Mai no fou traslladada al panteó oficial de Poblet.
Quan el convent de Framenors fou enderrocat, el 1837, les seves despulles, com les dels altres personatges reials enterrats allí, foren traslladades, el 20 d'abril de 1852, a la catedral de Barcelona i dipositades primer en una urna encastada en el mur de la capella dels Màrtirs del claustre, sufragada per Isabel II, i, el 13 d'octubre de 1998, traslladades a l'interior del temple, en una altra urna col·locada sobre el mur de l'esquerra de l'altar major.
Fins fa pocs anys, s'ha pensat que la figura jacent d'una reina procedent de Framenors i actualment conservada al Museu Nacional d'Art de Catalunya corresponia a la tomba de la reina Sibil·la. S'ha pogut demostrar, però, que pertany a la tomba de Maria de Xipre.

## Iconografia
Es coneixen les següents representacions iconogràfiques medievals de Sibil·la de Fortià:
- Frescos de la capella de Santo Tomàs, a l'església de San Miguel de Daroca, obra del mestre de San Miguel de Daroca (entre 1377-1380), conservats al Museo Provincial de Zaragoza.
- Custòdia reliquiari dels Corporals de Daroca, obra en argent daurat de Pere Moragues (1384), oferta per Pere i Sibil·la per commemorar el miracle de Llutxent (Museo de l'antiga colegiata de Santa María de Daroca).
- Sepulcre de l'arquebisbe de Saragossa Lope Fernández de Luna, obra en alabastre de Pere Moragues, a la capella de San Miguel anomenada la Parroquieta, de la catedral de Saragossa.

## Llegenda negra
L'oposició de la parella reial, Joan I i Violant de Bar, i de l'alta noblesa, triomfants amb l'entronització del primer el 1387, i el duríssim procés que va seguir a continuació contra Sibil·la i els seus familiars i aliats, van posar en circulació, ja des d'aquell moment, una imatge de Sibil·la de Fortià com a madrastra malvada, intrigant, dotada de poders malèfics, en última instància d'intrusa que ascendeix només gràcies als seus dots sexuals. Una imatge òbviament interessada i que no es correspon amb la veritat històrica, però que ha gaudit, ja des de l'edat mitjana, de poderosos altaveus. El primer va ser Jaume Roig, que no es va poder resistir a una imatge femenina tan ideal per als seus propòsits literaris a l'Espill: 
| « | \| Quant arribí, de Sent Martí –castell fort pres en Penedès, hon ab gran cuyta se n'era fuyta– ne viu cobrar, presa tornar, no menys ferrada que d'ull mirada, \| Na Forciana, qui catalana ffon natural. Ab prou de mal he malaltia, llexat havia abandonat, palau robat, sense remey son senyor rey \| –propi marit!– mig mort al llit, enmetzinat he fetillat seguons se deya. Atre tal feya a sos fillastres, he mals empastres contra sa nora, hun punt ne hora \| nunca sessant; lo rey ginyant ab frau, enguan, major Johan –aprés rey fon–, Martí, seguon, sos fills abdós com ha traydós deseretàs; sols prosperàs \| ella y els seus, ffent-los ereus de sos regnats. Per tals peccats ffon ben rodada he turmentada; moltes cremades de ses criades, a llur mal grat. \| | » | | |
| Quant arribí, de Sent Martí –castell fort pres en Penedès, hon ab gran cuyta se n'era fuyta– ne viu cobrar, presa tornar, no menys ferrada que d'ull mirada, | Na Forciana, qui catalana ffon natural. Ab prou de mal he malaltia, llexat havia abandonat, palau robat, sense remey son senyor rey | –propi marit!– mig mort al llit, enmetzinat he fetillat seguons se deya. Atre tal feya a sos fillastres, he mals empastres contra sa nora, hun punt ne hora | nunca sessant; lo rey ginyant ab frau, enguan, major Johan –aprés rey fon–, Martí, seguon, sos fills abdós com ha traydós deseretàs; sols prosperàs | ella y els seus, ffent-los ereus de sos regnats. Per tals peccats ffon ben rodada he turmentada; moltes cremades de ses criades, a llur mal grat. |

Zurita, que coneixia la documentació oficial i també l'obra de Roig, neda entre dues aigües als seus Anales de la Corona de Aragón. Però és al segle xix, amb el drama històric Batalla de reines de Pitarra, que també parteix del retrat de Roig, que aquesta imatge distorsionada arriba a grans proporcions, i és, de fet, el principal culpable de la seva pervivència, demostrada en obres posteriors que ignoren o prefereixen ignorar la Sibil·la real. A tall d'anècdota, és il·lustrativa la pudorosa resistència dels habitants de Fortià, relativament recent, davant la proposta de rebatejar amb el nom de la reina un dels carrers de la població efectuada per l'alcaldia.

## Posteritat

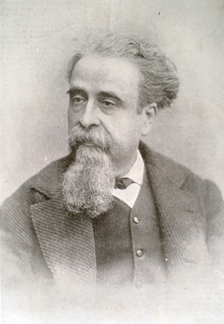
Frederic Soler (àlias Serafí Pitarra), un dels culpables de la llegenda negra de Sibil·la de Fortià

La reina Sibil·la ha estat un personatge present en diferents obres de ficció ja des de finals del segle xiv.
Clàssics
Glossen Sibil·la de Fortià, de forma ben antitètica:
- Bernat Metge, Lo somni, llib. IV, cap. 6.

- Jaume Roig, Espill, llib. I, 2a part, vv. 541-589.

Teatre
L'oposició entre Sibil·la de Fortià i Violant de Bar és el nucli argumental de les obres següents: 
- Frederic Soler (Pitarra), Batalla de reines, estrenada al Teatre Romea de Barcelona el 25 de gener de 1887.

- Esteve Albert i Corp, Sibil·la de Fortià, estrenada a Castelló d'Empúries el 6 d'agost de 1969.

- Montserrat Via i Albert Tell (companyia Pa amb Teatre), Sibil·la de Fortià, estrenada al Centre Cívic de Fortià el 16 de juny de 2007.

Novel·la històrica
És la protagonista o un personatge destacat en les obres següents:
- Joaquim Borrell Garcia, Sibil·la, la plebea que va regnar, Barcelona, Columna, 2001.

- José Luis Corral Lafuente, El invierno de la Corona: Pedro el Ceremonioso, Barcelona, Edhasa, 1999.

Per altra banda, té carrers i places dedicats en algunes poblacions del país, sobretot a l'Empordà (Figueres, Fortià, l'Escala, etc.). A Fortià, existeix un casal mal anomenat des de mitjan del segle XX com a casa de la reina Sibil·la, la fàbrica actual del qual, però, data del segle xvii i el nom del qual és Casa Gran.